# Lago Shuswap
O lago Shuswap é um lago do centro-sul da Colúmbia Britânica no Canadá. 

## Descrição
Este lago está fortemente relacionado com o rio Little, uma vez que este rio drenada o lago Shuswap para o lago Little Shuswap. O fluxo de águas do lago Little Shuswap, por sua vez, segue pelo rio South Thompson, que é afluente do Rio Thompson, e este fluente do rio Fraser.
O lago está no coração de uma região, chamada de "País Shuswap" ou somente de Shuswap. A região é conhecida pelas suas estâncias turísticas, que estão localizadas na margem do lago, incluindo as do Braço do Salmão.
O nome "Shuswap" tem origem na Nação dos Primeiros povos, que a denominavam como Shuswap ou Secwepemc a partir da qual a mais setentrional das interior línguas Salish, que incluíam um de seus territórios e na região ao redor do lago Shuswap.

## Geografia
O lago Shuswap tem quatro braços, que se assemelham à forma da letra H. Os quatro braços são chamados de braço Salmon a sudoeste, braço do Anstey a nordeste, e braço de Seymour a norte, ficando o lago principal a oeste
O lago Shuswap está conectado com o lago Little Shuswap por interação do rio Little, que flui a partir do final de Westarms.
Pelo noroeste, o rio Adams flui para o lago, contribuindo para o seu enchimento. 
O lago Shuswap por sua vez dá origem ao lago Mara pela conexão estabelecida pelo canal Sicamous.
Ao sudoeste do lago chegam as águas do rio Salmon que desagua no braço dSalmon. O rio Eagle, por sua vez flui do passo de montanha Eagle nas montanhas Monashee para o lago, indo desaguar na parte oriental do lago, próximo a Sicamous. 
O rio Seymour por sua flui para o extremo norte do braço Seymour. Além destes principais cursos de água existem outros rios, ribeiros e riachos de menor porte que desaguam no lago.
Nas margens deste lago localiza-se o Parque Provincial do Lago Shuswap, um dos principais parques se encontram nas margens do lago.
Parques localizados nas margens do lago:
- Parque Provincial do Lago Shuswap,
- Lago Marinho do Parque Provincial Shuswap,
- Parque Provincial do Lago de Silver Beach,
- Parque Provincial do Lago de Roderick Haig-Brown,
- Parque Provincial do Lago de Cinnemousun Narrows.

Localidades das margens do lago
- Salmon Arm
- Celista
- Eagle Bay
- Scotch Creek
- Sorrento
- Blind Bay
- Tatear
- Anglemont
- Magna Bay
- Chase
- St. Ives
- Sunnybrae
- Canoe
- Sicamous
- Seymour Arm